# Seondeok de Silla
La Reina Seondeok de Silla (en Hangul: 선덕여왕, Rey Seondeok, 603 - 17 de febrero de 647) reinó en Silla desde 632 a 647, uno de los Tres Reinos de Corea. Fue la primera reina de Silla y, la segunda reina en la historia de Asia oriental. Su era alentó el renacimiento del pensamiento de la filosofía, la literatura y el arte.

## Selección como heredera
Antes de hacerse reina, su nombre era Princesa Deokman (덕만(德曼)). Según Samguk Sagi, se dice que Deokman fue la primera hija del rey Jinpyeong. Sin embargo, otros registros describen que ella fue la segunda hija del Rey. Más joven que su hermana mayor, la Princesa Cheonmyeong, su sobrino, el hijo de la princesa Cheonmyeong fue el rey Muyeol de Silla, mientras que la otra hermana de Seondeok, la princesa Seonhwa, se casó posteriormente con el rey Mu de Baekje y se transformó en madre del rey Uija de Baekje. La existencia de Seonhwa es controvertida, debido a evidencias descubiertas en 2009 que apuntan que la madre del rey Uija fue la Reina Sataek, y no Seonhwa como indican los registros históricos.
Como el rey Jinpyeong no tenía ningún hijo, designó a Seondeok como la heredera. A pesar de no tener precedentes, esta acción probablemente no fue tan escandalosa en Silla, ya que las mujeres de ese periodo tenían cierta influencia en los consejeros, reinas madres, y regentes (el propio Jinpyeong ganó su trono como resultado de un golpe de Estado organizado por Lady Mishil de Silla). Durante los reinados, las mujeres eran la cabeza de las familias desde que las líneas de linajes eran matriarcales y no patriarcales. Dentro del reino del Silla, el estatus de la mujer era relativamente alto, pero existían restricciones en su conducta y comportamiento; se las desalentaba de actividades consideradas no pertenecientes a la mujer. Finalmente, el reinado de Seondeok tuvo éxito en la aceptación de dos reinados más de Reinas en Silla posteriormente.

## Reino
En 632, Seondeok se convirtió en la única gobernadora de Silla. Fue la primera reina en Silla, (las otras dos fueron Jindeok de Silla y Jinseong de Silla), Seondeok fue inmediatamente sucedida por su prima Jindeok, que reinó hasta 654. Su abuelo, el rey Jinheung extendió el territorio de Silla hacia el norte de la península de Corea hasta Wiryeseong, el actual Seúl. Silla así estaba rodeada por las poderosas fuerzas del reino de Baekje hacia el sur y el oeste, el reino de Goguryeo por el norte.
Al principio de su reinado Seondeok se preocupó por los conflictos y rebeliones en el reino vecino de Baekje. Cuando cumplió 14 años como reina de Silla utilizó su ingenio cuando Baekje invadió Silla, primero buscó alianza con el reino de Goguryeo, cuando este se volvió contra ella, además de Wa (actual Japón), Seondeok buscó ayuda del Reino de Tang en China.
Seondeok estratégicamente imitó las academias o los poderes menores a la dinastía Tang de China para cultivar nuevos eruditos en Silla para el futuro. La Reina tuvo fama de haber creado un código caballeresco llamado Hwarang (muchachos de las flores) fomentando una cultura de la guerra y estrategia y mandando además a los jóvenes a estudiar artes marciales a China, planeando defenderse bajo de posibles invasiones.
En primer mes lunar de 647, Bidam, el primer vasallo de la corte comenzó una revuelta bajo el lema de que la mujer no puede regir un país (女主不能善理). La leyenda dice que una estrella cayó durante el levantamiento, y que los seguidores de Bidam lo interpretaron como el fin del reinado de Seondeok. Así pues, Kim Yushin (El comandante en jefe de los ejércitos de Silla desde 629) aconsejó a la reina que hiciera volar una cometa en llamas que significaría el retorno de la estrella de nuevo en su lugar.
El historiador coreano Yeomjong, manifestó sobre el levantamiento de Bidam que él y sus treinta seguidores fueron ejecutados. La reina falleció y su prima sucedió a Seondeok tras su muerte como la reina Jindeok. La reina Seondeok murió de una enfermedad desconocida. Bajo su deseo, su tumba real está localizada en la montaña de Nangsan en Gyeongju. Esta área ha sido gestionada como uno de los sitios culturales e históricos de Gyeongju.

## Cultura

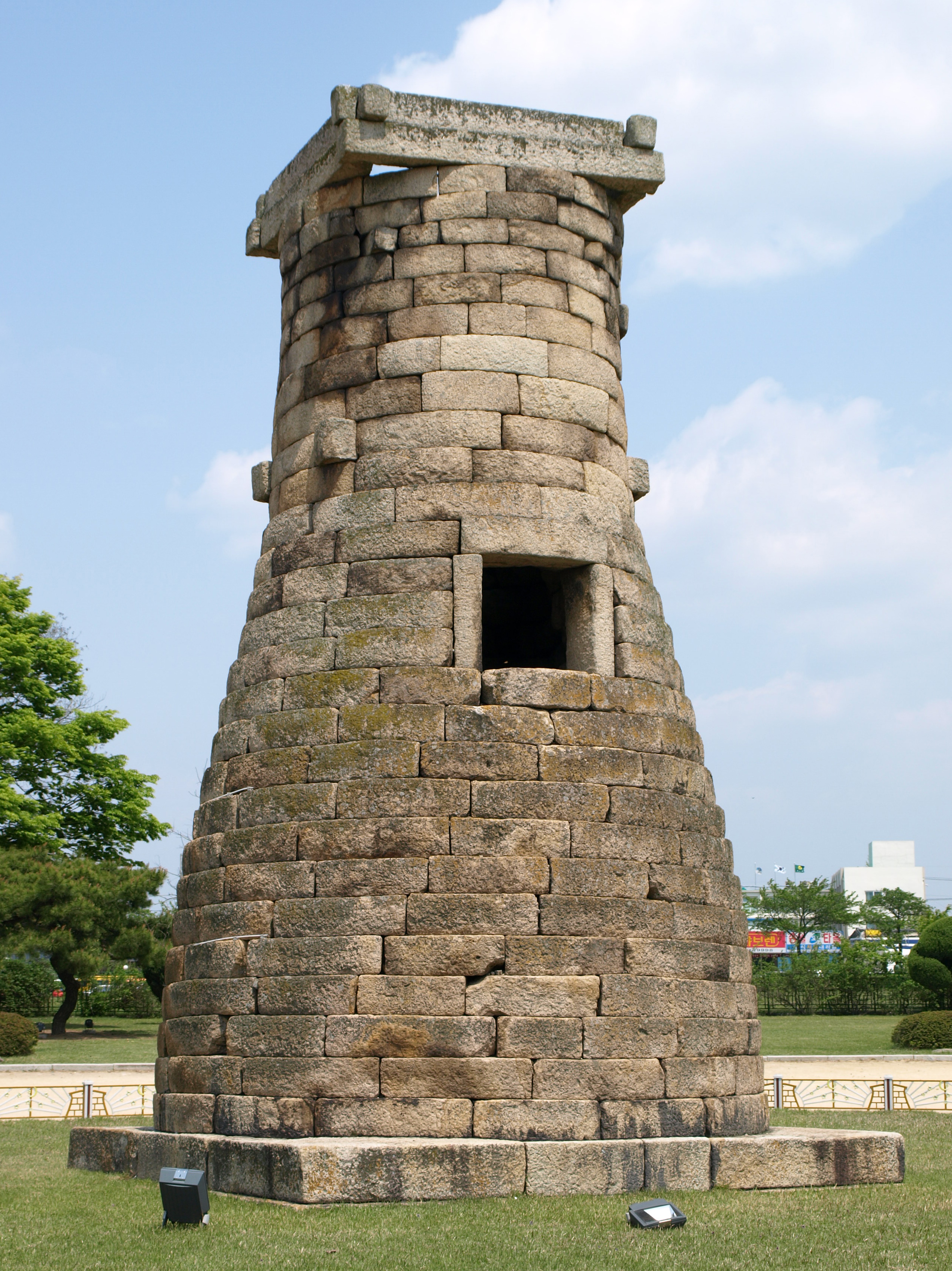
Cheomsongdae es el observatorio astronómico más antiguo que se conserva en el oriente, creado por la reina Seondeok. Es considerado como el tesoro nacional número 31 en Corea.

Bajo el reinado de Seondeok, los templos budistas se completaron, por ejemplo, la pagoda de 9 pisos de Hwangnyongsa. Cada piso señalaba los nombres de 9 países enemigos de Silla. La pagoda de madera de Hwangnyongsa fue construida como un llamado mágico a las victorias de Silla sobre todos sus enemigos. En una invasión de los mongoles en el año 1238 estos quemaron la pagoda.
Otro templo, Bunhwangsa relacionado con el emperador Tang de China. El primer año del reinado (632), Seondeok recibió semillas de peonía del emperador Taizong de Tang de China con una pintura. La pintura que se le envió describía tres flores sin mariposas o abejas, significando que la reina no tenía atracción como mujer. En contra de su sarcasmo, Seondeok construyó el templo, Bunhwangsa que significa “La emperadora con aroma y fragancia”.
Seondeok también construyó el primer observatorio del extremo Oriental, llamado Cheomseongdae que, el cuerpo de la torre comprende 365 piedras, simbolizando los 365 días del año, y escalones que probablemente reflejaban que la reina Seondeok fue la monarca número 27 del reino de Silla. El aún existe en Gyeongju, Corea del Sur.

## En representaciones los medios y cultura
La serie de televisión coreana La reina Seondeok, protagonizada por Lee Yo-won en el papel de la monarca, está basada en la vida y leyendas de la reina Seondeok de Silla.